# Tritia coralligena
Tritia coralligena is een slakkensoort uit de familie van de fuikhorens (Nassariidae). De wetenschappelijke naam van de soort werd in 1900 voor het eerst geldig gepubliceerd door Pallary.